# Rossese di Dolceacqua superiore

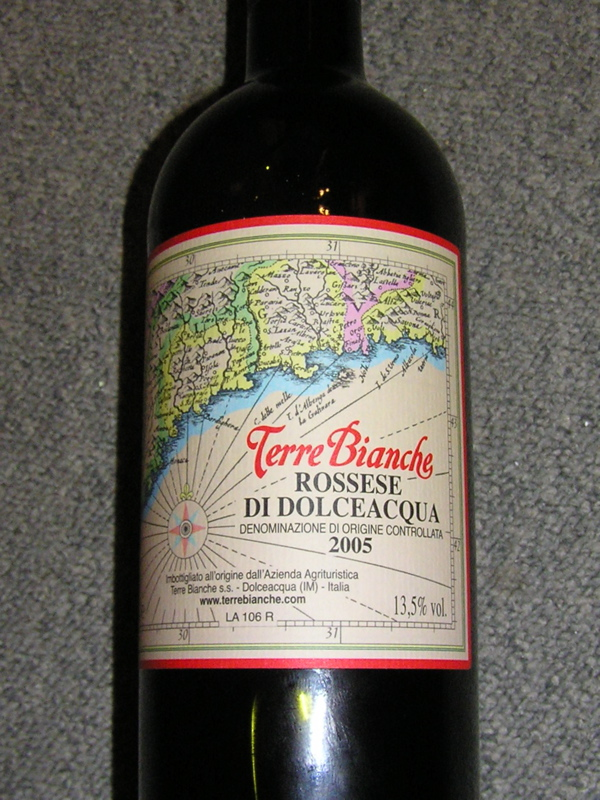
Une bouteille de Rossese di Dolceacqua

Le Rossese di Dolceacqua superiore est un vin italien sec de la région de Ligurie doté d'une appellation DOC depuis le 28 janvier 1972. Seuls ont droit à la DOC les vins rouges récoltés à l'intérieur de l'aire de production définie par le décret. 

## Aire de production
Les vignobles autorisés se situent en  province d'Imperia dans les communes de Apricale, Bajardo, Camporosso, Castelvittorio, Dolceacqua, Isolabona, Perinaldo, Pigna, Rocchetta Nervina, San Biagio della Cima, Soldano ainsi que les communes Vallecrosia, Ventimiglia et Vallebona. Les vignobles s'étagent de depuis le fond de la vallée de la Nervia à 400 mètres jusque 600 mètres.
Déjà le pape Paul III admirait la qualité de ce vin.
Le vin rouge du Rossese di Dolceacqua superiore répond à un cahier des charges plus exigeant que le Rossese di Dolceacqua, essentiellement en relation avec le titre alcoolique.

## Caractéristiques organoleptiques
- couleur : rouge rubis tendant vers un rouge grenat après vieillissement..
- odeur : vineux, typique
- saveur : sec, harmonieux, légèrement parfumé

Le Rossese di Dolceacqua superiore se déguste à une température de 16 - 18 °C et se gardera 3 à 5 ans.

## Production
Province, saison, volume en hectolitres :
- Imperia  (1990/91)  226,93
- Imperia  (1991/92)  150,5
- Imperia  (1992/93)  152,0
- Imperia  (1993/94)  111,68
- Imperia  (1995/96)  133,49
- Imperia  (1996/97)  107,52